# Teredo aegypos
Teredo aegypos is een tweekleppigensoort uit de familie van de Teredinidae. De wetenschappelijke naam van de soort is voor het eerst geldig gepubliceerd in 1941 door Moll.